# El Cid - La leggenda
El Cid - La leggenda (El Cid: La leyenda) è un film d'animazione del 2003 diretto da José Pozo, ispirato alla figura dell'eroe spagnolo El Cid.

## Trama
Il film inizia con un antefatto realizzando sullo stile delle miniature dei libri medievali, narrando il trionfale ritorno in Castiglia di Ferdinando I di León, dopo la conquista di Coimbra nel 1064, al quale fa seguito un ridimensionamento delle forze militari castigliane, accompagnato da un periodo di coesistenza pacifica e tolleranza fra cristiani e musulmani. Approfittando della debolezza del regno, Ben Yūsuf, sovrano degli Almoravidi, invade la Spagna e, presentandosi come alleato della Taifa, imprigiona i re che si rifiutano di mettersi al suo servizio e, quando Yūsuf giunge a Saragozza, il principe ereditario Al-Mutamin fugge per evitare la cattura. La potenza dell'esercito almoravide crebbe e molte orde di berberi partirono alla conquista della penisola iberica.
Dopo un breve dialogo fra Ferdinando I di León e Diego Laínez de Vivar, vengono introdotti i loro figli, Sancho Fernandez e Rodrigo Diaz de Vivar, impegnati in un amichevole duello, che si conclude con la vittoria del secondo, che però viene atterrato da un cavallo, che in seguito tenterà inutilmente di domare, finendo col travolgere Doña Jimena che si ritrova suo malgrado sull'animale in corsa, che si ferma (grazie all'intervento di Sancho) di fronte al padre di Jimena, il conte Gormaz, il quale si infuria con Rodrigo. La sera stessa i due si incontrano, facendo ingelosire il conte García Ordóñez, invaghito della giovane.
La mattina successiva, dopo il passaggio del titolo di alfiere da Diego Laínez al conte Gormaz, i due si recano nella stalla, dove Jimena dà al cavallo di Rodrigo il nome Babieca, per poi essere sorpresi da Ordóñez e dal conte, il quale proibisce ai due di vedersi e di frequentarsi. Quella sera Diego Diaz consegna al figlio la sua spada (non viene nominata, ma si tratta indubbiamente di Tizona) e lo informa del fatto che gli almoravidi hanno invaso il regno. Rodrigo si reca in battaglia insieme a Sancho ed al conte Gormaz ed una sera quest'ultimo si scontra con Al-Mutamin ed i suoi uomini, che vengono però facilmente sconfitti grazie all'intervento di Rodrigo. Risolto l'equivoco, Al-Mutamin (che era intenzionato a recarsi da Ferdinando I per informarlo degli eventi di Saragozza) si unisce al gruppo.
Gli uomini ritornano a casa a causa della morte di Ferdinando, e Sancho sta per prenderne il posto e divenire re, ma Doña Urraca ordisce un complotto per assassinarlo. La sera stessa Rodrigo chiede al conte Gormaz la mano della figlia Jimena, ma il conte lo sfida a duello. Rodrigo, non volendo battersi, si limita a difendersi, ma ciò nonostante il conte muore a causa di una ferita accidentale, e questi prima di morire intima alla figlia di sposare Ordóñez. Durante il duello Sancho venne assassinato e l'esecutore dell'omicidio venne incastrato da Urraca, che ha ordito il piano.
La mattina successiva Rodrigo chiede al re Alfonso VI di León di giurare di non essere implicato nell'omicidio del fratello, e questo gesto gli costa l'esilio. Dopo essersi riunito con Garcés, Fanias ed Al-Mutamin, Rodrigo decide di recarsi a Saragozza per liberarla, riuscendo nell'intento. Inizia quindi un'altra sequenza narrativa realizzata con le miniature, in cui vengono sintetizzate le varie vittorie di Rodrigo, grazie alle quali ottenne ottiene il titolo di El Cid. Alfonso VI decide dunque di convocare Rodrigo alla sua corte per riunire le forze ma, a causa di una divergenza di opinioni sulla tattica militare da adottare, il re ordina che El Cid venga rinchiuso. La stessa sera Urraca propone al Cid di assassinare Alfonso, ma Rodrigo rifiuta l'offerta, informando il re del complotto ai suoi danni, per poi recarsi da Jimena con l'intento di spiegarle la verità sulla morte di suo padre. La ragazza però non crede alle parole del guerriero, che - offeso - si allontana.
Dopo la fuga di Rodrigo la giovane decide di raggiungerlo, ma viene inseguita da Ordóñez ed entrambi vennero catturati e consegnati a Yūsuf, che si trova a Valencia. La giovane viene resa sua schiava, mentre l'uomo venne imprigionato, in attesa della sua condanna a morte. Nel frattempo Alfonso fa arrestare sua sorella e decide di recarsi anch'egli a Valencia per dare manforte alle truppe di Rodrigo. Ritornato fra i suoi uomini, Rodrigo decide di attaccare la città anche senza il supporto delle truppe del re, entrandovi insieme a Garcés e Fanias per aprire le porte. Il piano fallisce e Rodrigo ed i suoi uomini vengono imprigionati, ma riescono ad evadere e a far entrare le truppe nella città.
Quando la sconfitta sembra inevitabile giungono in città Alfonso ed i suoi uomini, fra cui anche Diego Diaz, il padre di Rodrigo. Nel frattempo Rodrigo ingaggia un duello con Yūsuf, che riesce a sconfiggere anche grazie all'aiuto di Jimena. Il re Alfonso scioglie la promessa di matrimonio fra Jimena ed Ordóñez, e quest'ultimo ammette che la morte del padre di lei fu accidentale, per poi unirsi a Rodrigo, pentito delle sue passate azioni. Il film termina con la narrazione degli ultimi anni di vita di El Cid da parte di re Alfonso.

## Incongruenze storiche
Il film presenta numerose incongruenze storiche:
- I nomi di molti dei personaggi del film sono stati stravolti:
  - Yūsuf ibn Tāshfīn è diventato Ben Yūsuf;
  - Muhammad al-Muʿtamid è diventato Al-Mutamin;
  - Diego Fernández è diventato Conte Gormaz;
  - Jimena Fernández è diventata Himena;
- Diego Laínez de Vivar morì nel 1058, quando Rodrigo aveva 15 anni, mentre il film inizia a partire dal 1064;
- El Cid fu il braccio destro di Sancho II dal 1063 al 1072, nonché suo alfiere dal 1066 al 1072, anno del suo assassinio;
- Non vi è alcun accenno al matrimonio fra Urraca e García Ordóñez;
- Sancho II fu assassinato mentre assediava Zamora, non Castiglia;
- Nessuno era all'oscuro del coinvolgimento di Doña Urraca nell'assassinio di Sancho II, anzi molti erano convinti che anche Alfonso fosse coinvolto, e Rodrigo non fu l'unico a pretendere che il re giurasse la sua innocenza;
- Rodrigo non fu esiliato per la richiesta del giuramento come nel film, anzi rimase una figura importante nella corte di Alfonso VI, il quale nel 1074 gli concesse la mano di sua cugina Doña Jimena;
- Rodrigo entrò in contatto con Muhammad al-Muʿtamid nel 1079, battendosi al suo fianco;
- Rodrigo venne esiliato nel 1081 sia a causa del suo coinvolgimento in una battaglia contro il re di Toledo, alleato di Alfonso, sia perché messo in cattiva luce da García Ordóñez e da Pedro Ansúrez.

## Produzione
La produzione è stata lanciata dalla catalana Filmax Animation, veterana casa di produzione che ha presentato al suo esordio il film Goomer, vincitore del premio Goya

## Riconoscimenti
- Premi Goya 2003
  - miglior film d'animazione